# Berliner Stadtliga
Berliner Stadtliga byla jedna z pěti skupin Oberligy, nejvyšší fotbalové soutěže na území Německa v letech 1945 – 1963. Vytvořena byla v roce 1945 berlínskou okupační správou. Pořádala se původně na území celého Berlína, ovšem po jeho rozdělení se poté pořádala pouze na jeho západní části. Vítězové jednotlivých skupin Oberligy postupovaly do celostátní soutěže, která trvala necelý měsíc, v níž se kluby utkávaly vyřazovacím způsobem.
Zanikla v roce 1963 po vytvoření první ligové soutěže na území Německa (Bundesliga).

## Nejlepší kluby v historii - podle počtu titulů
Zdroj: 
| Vítězové nejvyšší ligové soutěže |        |                              |
| Klub                             | Tituly | Vítězné ročníky              |
| Tennis Borussia Berlin           | 5      | 1947, 1950, 1951, 1952, 1958 |
| Berliner SV 1892                 | 3      | 1946, 1949, 1954             |
| SC Tasmania 1900 Berlin          | 3      | 1959, 1960, 1962             |
| Hertha BSC                       | 3      | 1957, 1961, 1963             |
| BFC Viktoria 1889                | 2      | 1955, 1956                   |
| 1. FC Union Berlin               | 1      | 1948                         |
| SC Union 06 Berlin               | 1      | 1953                         |

## Vítězové jednotlivých ročníků
Zdroj: 
| Berliner Stadtliga (1945 – 1963)                                              |                             |                                                          |                                                          |
| Ročník                                                                        | Vítěz Stadtligy             | Umístění v německém mistrovství                          | Německý mistr                                            |
| 1945 – 1946                                                                   | SG Wilmersdorf (1)          | německé mistrovství se nekonalo z důvodu okupace Německa | německé mistrovství se nekonalo z důvodu okupace Německa |
| 1946 – 1947                                                                   | SG Charlottenburg (1)       | německé mistrovství se nekonalo z důvodu okupace Německa | německé mistrovství se nekonalo z důvodu okupace Německa |
| 1947 – 1948                                                                   | SG Oberschöneweide (1)      | Čtvrtfinále                                              | 1. FC Norimberk                                          |
| 1948 – 1949                                                                   | Berliner SV 1892 (2)        | Čtvrtfinále                                              | VfR Mannheim                                             |
| 1949 – 1950                                                                   | Tennis Borussia Berlin (2)  | Osmifinále                                               | VfB Stuttgart                                            |
| 1950 – 1951                                                                   | Tennis Borussia Berlin (3)  | Skupina 2 (4. místo)                                     | 1. FC Kaiserslautern                                     |
| 1951 – 1952                                                                   | Tennis Borussia Berlin (4)  | Skupina 2 (4. místo)                                     | VfB Stuttgart                                            |
| 1952 – 1953                                                                   | SC Union 06 Berlin (1)      | Skupina 2 (4. místo)                                     | 1. FC Kaiserslautern                                     |
| 1953 – 1954                                                                   | Berliner SV 1892 (3)        | Skupina 1 (3. místo)                                     | Hannover 96                                              |
| 1954 – 1955                                                                   | BFC Viktoria 1889 (1)       | Skupina 1 (4. místo)                                     | Rot-Weiss Essen                                          |
| 1955 – 1956                                                                   | BFC Viktoria 1889 (2)       | Skupina 2 (4. místo)                                     | Borussia Dortmund                                        |
| 1956 – 1957                                                                   | Hertha BSC (1)              | Skupina 2 (4. místo)                                     | Borussia Dortmund                                        |
| 1957 – 1958                                                                   | Tennis Borussia Berlin (5)  | Skupina 2 (4. místo)                                     | FC Schalke 04                                            |
| 1958 – 1959                                                                   | SC Tasmania 1900 Berlin (1) | Skupina 2 (4. místo)                                     | Eintracht Frankfurt                                      |
| 1959 – 1960                                                                   | SC Tasmania 1900 Berlin (2) | Skupina 2 (3. místo)                                     | Hamburger SV                                             |
| 1960 – 1961                                                                   | Hertha BSC (2)              | Skupina 2 (4. místo)                                     | 1. FC Norimberk                                          |
| 1961 – 1962                                                                   | SC Tasmania 1900 Berlin (3) | Skupina 1 (2. místo)                                     | 1. FC Köln                                               |
| 1962 – 1963                                                                   | Hertha BSC (3)              | Skupina 1 (3. místo)                                     | Borussia Dortmund                                        |
| • V roce 1963 se kluby Mistrovství NSR dohodly na založení Fußball-Bundesligy |                             |                                                          |                                                          |